# Luna 18
Luna 18 fu il settimo tentativo da parte dell'URSS di riportare sulla terra campioni di suolo lunare, come nella precedente missione Luna 16.

## La missione
Luna 18 fu lanciata il 2 settembre 1971 alle 13:40:40 UTC con un vettore Proton, fu parcheggiata in orbita terrestre e successivamente inviata verso la Luna. Si immise in orbita lunare circolare il 7 settembre e solo dopo 54 orbite lunari e 85 sessioni di comunicazione con il centro di controllo fu dato il via alla manovra di allunaggio.
La missione fu un insuccesso: sfortunatamente il contatto con la sonda fu perso alle 07:48 UT nel punto in cui Luna 18 avrebbe dovuto allunare, cioè a 3°34' nord e 56°30' est.
Il sito scelto per l'allunaggio era accidentato e montuoso e questo probabilmente creò problemi alla sonda nel momento del contatto con la superficie lunare. Le autorità russe riferirono, per l'appunto, che il complesso montano scelto per l'atterraggio si rivelò non favorevole. Successivamente, nel 1975, furono pubblicati i tracciati dei segnali emessi dall'altimetro radio che consentirono lo studio della densità della superficie lunare.